# Ashley Heath (Staffordshire)
Ashley Heath – osada w Anglii, w Staffordshire. Leży 16,2 km od miasta Stoke-on-Trent, 21,7 km od miasta Stafford i 221,3 km od Londynu. W 2001 miejscowość liczyła 2633 mieszkańców.